# Os quatro mosqueteiros

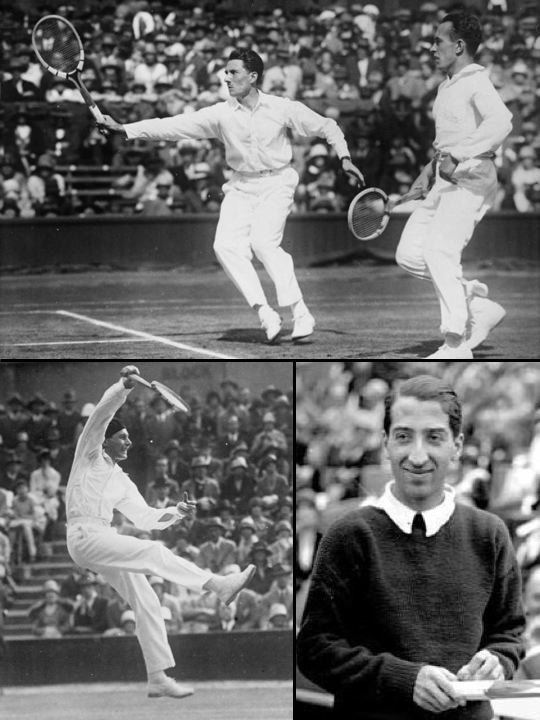
Jacques Brugnon e Henri Cochet jogando em duplas em 1930 (acima), Jean Borotra, « le Basque bondissant » (O Basco saltador), em 1931 (abaixo-esquerda), René Lacoste em 1929 (abaixo-direita).

Os quatro mosqueteiros (francês Les Quatre Mousquetaires) foram quatro tenistas franceses que dominaram o tênis mundial na segunda metade da década de 1920 e no início da década de 1930, vencendo diversos torneios do Grand Slam. Receberam este nome em lembrança do livro de Dumas, Os Três Mosqueteiros. Eles também venceram pela França seis Copa Davis seguidas, de 1927 a 1932, numa época em que jogos da Copa Davis tinham importância nacional equivalente a uma final da Copa do Mundo FIFA.
Os mosqueteiros foram:
- Jean Borotra (1898-1994)
- Jacques Brugnon (1895-1978)
- Henri Cochet (1901-1987)
- René Lacoste (1904-1996)

Brugnon era originalmente especialista em duplas, mas os outros três, Borotra, Cochet e Lacoste, venceram vários títulos em simples. Entre eles, venceram três Campeonatos dos Estados Unidos em Forest Hills, seis Wimbledons consecutivos entre 1924 e 1929, e dez títulos em onze anos em Roland-Garros, de 1922 a 1932 (até 1925, no entanto, o torneio era aberto unicamente a cidadãos franceses). Durante esse período, o único tenista a contestar esse domínio foi Bill Tilden (o número um mundial de 1920 a 1926, quando  Lacoste assumiu a posição). Os Mosqueteiros foram finalmente ofuscados pela ascensão de Ellsworth Vines, Fred Perry, Jack Crawford e Don Budge no circuito internacional.
Os quatro tenistas foram ícones nacionais na França, e todos viveram pelo menos até seus 83 anos de idade, mantendo sua glória por muitos anos após as respectivas aposentadorias do tênis.
Os quatro homens foram simultaneamente aceitos no International Tennis Hall of Fame em Newport, Rhode Island, em 1976.